# Четвърта артилерийска бригада
 Тази статия е за бригадата от Първата световна война.  За бригадата в периода (1998 – 2008) вижте Четвърта артилерийска бригада (1998 – 2008).  
Четвърта артилерийска бригада е българска артилерийска бригада формирана през 1915 година и взела участие в Първата световна война (1915 – 1918).

## История
Четвърта артилерийска бригада е формирана на 11 септември 1915 г., като в състава ѝ влизат 5-и и 15-и артилерийски полкове, 2-ри тежък артилерийски полк, 4-то нескорострелно отделение и други части. През Първата световна война (1915 – 1918) бригадата влиза в състава на 4-та пехотна преславска дивизия. За командир на бригадата е избран полковник Георги Манов.
При намесата на България във войната щаба на бригадата разполага със следния числен състав, добитък и обоз:
| Числен състав                       | Добитък  | Обоз                               |
| ----------------------------------- | -------- | ---------------------------------- |
| Офицери: 2 Подофицери и войници: 16 | Коне: 10 | Обикновени коли: 1 Товарни коли: 2 |

Четвърта артилерийска бригада е демобилизирана на 14 октомври 1918 г.

## Командири
Званията са към датата на заемане на длъжността.
| №  | звание       | име            | дати                 |
| -- | ------------ | -------------- | -------------------- |
| 1. | Полковник    | Георги Манов   | Първа световна война |
| 2. | Подполковник | Стефан Стайчев | Първа световна война |